# Ewaldshof
Ewaldshof ist ein bewohnter Gemeindeteil der Kreisstadt Prenzlau im Landkreis Uckermark in Brandenburg.

## Geographie
Der Ort liegt sechs Kilometer südöstlich von Prenzlau. Die Nachbarorte sind Grünow und Dreesch im Nordosten, Bietikow im Südosten, Seelübbe im Südwesten, Augustenfelde, Magnushof und Dreyershof im Westen sowie Alexanderhof im Nordwesten.

## Geschichte
Die erste schriftliche Erwähnung des Ortes stammt aus dem Jahr 1840. In dieser Urkunde wurde er in der heutigen Schreibweise verzeichnet.